# Doddagadduvalli, Hassan
Doddagadduvalli là một làng thuộc tehsil Hassan, huyện Hassan, bang Karnataka, Ấn Độ.